# Pavel Černý
Pavel Černý (sinh ngày 11 tháng 10 năm 1962) là một cầu thủ bóng đá người Cộng hòa Séc.

## Đội tuyển bóng đá quốc gia Tiệp Khắc
Pavel Černý thi đấu cho đội tuyển bóng đá quốc gia Tiệp Khắc từ năm 1989 đến 1991.

## Thống kê sự nghiệp
| Đội tuyển bóng đá Tiệp Khắc | Đội tuyển bóng đá Tiệp Khắc | Đội tuyển bóng đá Tiệp Khắc |
| Năm                         | Trận                        | Bàn                         |
| --------------------------- | --------------------------- | --------------------------- |
| 1989                        | 1                           | 0                           |
| 1990                        | 2                           | 0                           |
| 1991                        | 1                           | 0                           |
| Tổng cộng                   | 4                           | 0                           |